# Будаєва Віталія Сергіївна
Віталія Сергіївна Будаєва (нар. 9 лютого 1998) — українська футболістка і футзалістка, захисниця. Виступала за юнацькі збірні України WU-17 та WU-19.

## Футбольна кар'єра
Коли Віталії виповнилося одинадцять років вона записалася в жіночу футбольну команду «Суднобудівник-СДЮШОР-5» з Севастополя. У 2013 році дебютувала в складі клубу «ЦПОР-Донеччанка». У своєму першому сезоні в клубі вона стала срібним призером зимової першості України і бронзовим призером чемпіонату України. У жовтні 2013 року представляла збірну Донецької області на турнірі «Даруємо радість дітям». Зимова першість України 2014 року знову завершилося для команди срібними нагородами.
На наступній зимовій першості вона представляла «Ятрань-Берестівець», разом з яким дійшла до фіналу, де її команда поступилася «Житлобуду-1» з рахунком 0:3. Будаева на цьому турнірі була визнана найкращим молодим гравцем турніру за версією FifPro. З 2015 по 2016 рік Будаєва була гравчинею уманських «Пантер». У 2016 році грала в першому дивізіоні Росії за московське «Торпедо». У складі команди вигравала турнір «Різдво — 2016».
Виступала за збірні України WU-17 та WU-19.

## Футзальна кар'єра
З 2016 року гравчиня російської футзальної команди «МосПолітех». Також вона представляла команду Першого дивізіону — Торпедо-МАМІ-2. У складі команди стала переможцем Кубка відкриття.
У 2017 році МосПолітех вийшов у фінал чемпіонату Росії. Вирішальна гра чемпіонату завершилася перемогою «Торпедо» над «Лагуною-УОР» з рахунком (6:1). Влітку 2017 року стала чемпіоном Європи з футзалу серед жіночих студентських команд.

### Кар'єра пляжної футболістки
У 2014 році представляла краснодарський «Олімпік» в чемпіонаті Росії з пляжного футболу. Через три роки виступала в Кубку Росії за «Зірку».

## Досягнення
«ЦПОР-Донеччанка»
- Жіночий чемпіонат України
  -  Бронзовий призер (1): 2013

«Олімпік» (Краснодар)
- Чемпіонат Росії з пляжного футболу
  -  Чемпіон (1): 2014[13]

## Статистика виступів

### Клубна
| Сезон             | Команда           | Чемпіонат         | Чемпіонат | Чемпіонат | Плей-оф чемпіонату | Плей-оф чемпіонату | Плей-оф чемпіонату | Кубок       | Кубок | Кубок | Загалом | Загалом |
| Сезон             | Команда           | Змаг              | Матчі     | Голи      | Змаг               | Матчі              | Голи               | Змаг        | Матчі | Голи  | Матчі   | Голи    |
| ----------------- | ----------------- | ----------------- | --------- | --------- | ------------------ | ------------------ | ------------------ | ----------- | ----- | ----- | ------- | ------- |
| 2016-2017         | «МосПолітех»      | Конференція Захід | 8         | 1         | Плей-оф чемпіонату | 4                  | 0                  | Кубок Росії | 0     | 0     | 12      | 1       |
| 2017-2018         | «МосПолітех»      | Конф. Захід       | 7         | 1         | ПО                 | 2                  | 0                  | КР          | 2     | 0     | 11      | 1       |
| 2018-2019         | «МосПолітех»      | Конф. Захід       | 7         | 0         | ПО                 | 6                  | 4                  | КР          | 1     | 0     | 14      | 4       |
| 2019-2020         | «МосПолітех»      | Конф. Захід       | 18        | 5         | ПО                 | 6                  | 4                  | КР          | 3     | 4     | 27      | 13      |
| 2020-2021         | «МосПолітех»      | Конф. Захід       | 12        | 5         | ПО                 | 6                  | 3                  | КР          | 2     | 0     | 20      | 8       |
| Усього за кар'єру | Усього за кар'єру | Усього за кар'єру | 52        | 12        |                    | 24                 | 11                 |             | 8     | 4     | 84      | 27      |

## Особисте життя
У вересні 2015 року було зарахована в Російський державний університет фізичної культури, спорту, молоді та туризму на кафедру теорії та методики футболу.